# Valérie Berthé
Pour les articles homonymes, voir Berthé.
Valérie Berthé est une mathématicienne et informaticienne théoricienne française, directrice de recherche au Centre national de la recherche scientifique (CNRS) ; elle travaille à l'Institut de Recherche en Informatique Fondamentale (IRIF), une unité mixte entre le CNRS et l'Université Paris-Diderot.

## Biographie

### Jeunesse et études
Valérie Berthé, née le 16 décembre 1968, obtient son baccalauréat à l'âge de 16 ans au lycée Dupuy-de-Lôme à Lorient ; elle est élève à l'École normale supérieure de 1988 à 1993. Elle passe en même temps une licence et une maîtrise en mathématiques pures à l'université Pierre-et-Marie-Curie en 1989. Elle obtient un diplôme d'études approfondies (DEA) de l'université Paris-Sud en 1991 et passe avec succès le concours d'agrégation en 1992.

### Doctorat et carrière
Elle soutient une thèse de doctorat en 1994 à l'université de Bordeaux 1 avec pour titre : Fonction de Carlitz et automates : entropies conditionnelles, sous la direction de Jean-Paul Allouche. Recrutée par le CNRS en 1993, elle obtient une habilitation à diriger des recherches en 1999, à nouveau sous la supervision de Jean-Paul Allouche, à l'université de la Méditerranée Aix-Marseille II. Son mémoire d'habilitation est intitulé Étude arithmétique et dynamique de suites algorithmiques.
En 2018, elle travaille à l'Institut de recherche en informatique fondamentale (IRIF), une unité mixte  entre le CNRS et l'Université Paris-Diderot.

## Recherche et travail éditorial
Ses recherches portent sur la dynamique symbolique, la combinatoire des mots, la géométrie discrète, les systèmes de numération, les pavages et les fractales.
Dans la suite de M. Lothaire pseudonyme d'une collaboration mathématique portant sur la combinatoire des mots, elle coordonne et dirige, avec d'autres coauteurs, la publication de plusieurs ouvrages de synthèse autour de la combinatoire des mots : le premier sous le pseudonyme de Pytheas Fogg
- Substitutions in Dynamics, Arithmetics and Combinatorics,

portant notamment sur les systèmes substitutifs dont les auteurs ont des attaches dans le sud de la France ; les deux autres sont des manuels de synthèse aux auteurs internationaux ; ce sont
- Combinatorics, Automata and Number Theory, CANT, Cambridge University Press ;
- Combinatorics, Words and Symbolic Dynamics, CWSD, Cambridge University Press.

## Activités associatives et institutionnelles
De 2016 à 2018, Valérie Berthé est vice-présidente de la Société mathématique de France (SMF) et directrice des publications de la SMF. Elle joue un rôle actif dans l'association femmes et mathématiques.

## Distinction
En 2013, Valérie Berthé reçoit le titre  de chevalier de l'Ordre national de la Légion d'honneur,,.